# Wolfgang Trust

Keramikvase mit Goldglasur von Wolfgang Trust

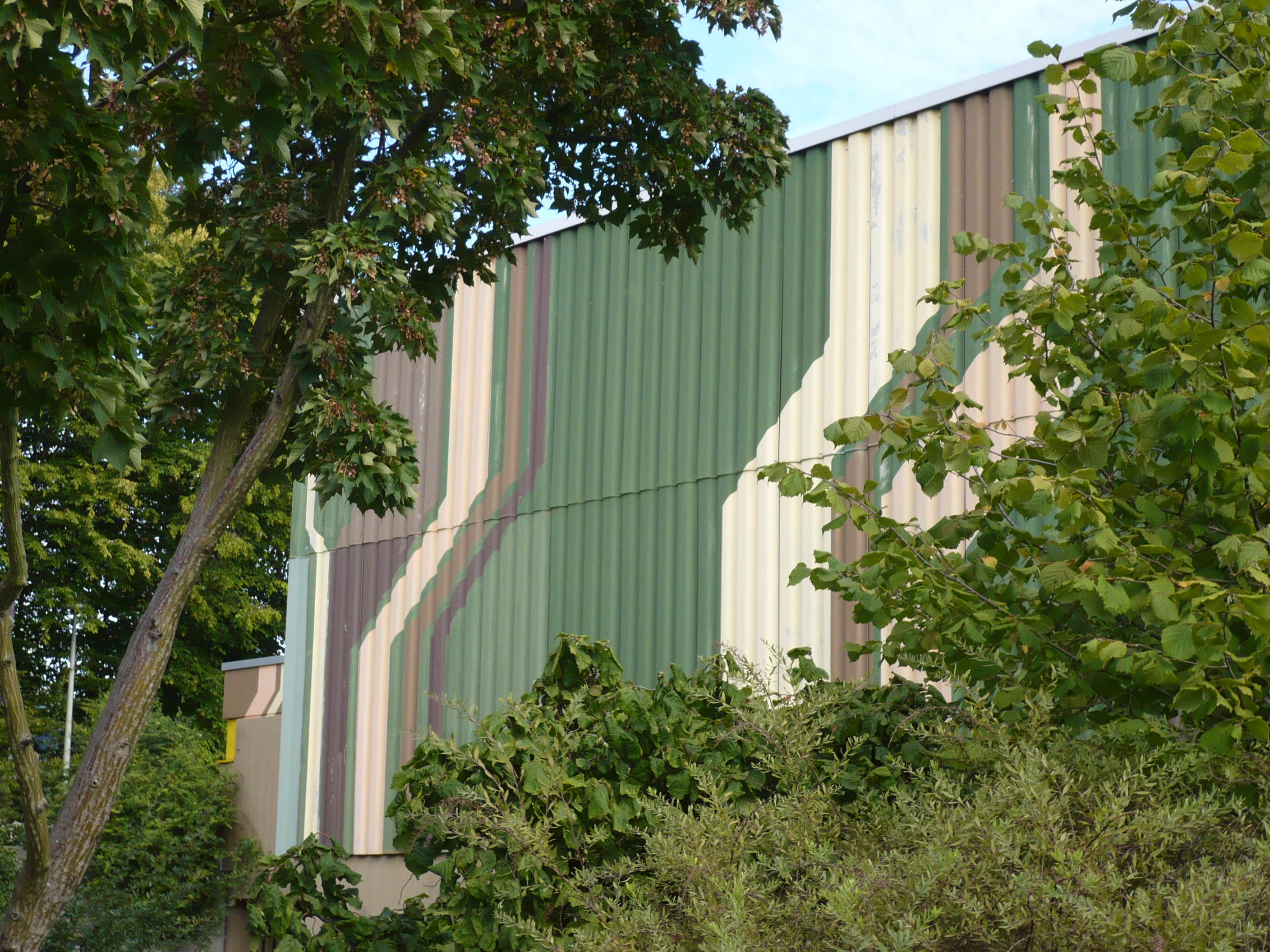
Wandbild von Wolfgang Trust, Bienwaldhalle Wörth am Rhein

Wolfgang Trust (* 27. Mai 1926 in Karlsruhe; † 14. April 1986 in Baden-Baden) war ein deutscher Grafiker und Bildhauer, dessen Arbeitsschwerpunkt im Bereich der Kunst am Bau lag.

## Leben
Trust wurde 1943 nach einem Notabitur zum Kriegsdienst eingezogen, den er bei der Waffen-SS zunächst an der Ostfront, später im Westen ableistete. Bei einem Rückzugsgefecht mit einer US-amerikanischen Einheit wurde er durch einen Hand- und Bauchdurchschuss lebensgefährlich verletzt. Diese Verletzungen, besonders die der rechten Hand, beeinträchtigten ihn zeitlebens.
Nach dem Krieg und den dort gemachten Erfahrungen erschien ihm eine bürgerliche Existenz nicht mehr möglich oder sinnvoll. Trust fand in Karlsruhe Anschluss an einen Kreis um die Künstler und Architekten Erwin Spuler, Klaus Arnold, Heinz Mohl, Helmut Goettl und Herbert Kitzel. Bei Kitzel war er längere Zeit Gastschüler während dessen Professur an der Staatlichen Akademie der Bildenden Künste Karlsruhe. Wichtige Impulse für seine künstlerische Arbeit erhielt er, besonders auch in technischer Hinsicht, von Erwin Spuler.
Seinen Lebensunterhalt und den seiner Familie bestritt Trust bis zu seinem Tode allein durch seine künstlerische Arbeit, die fast ausschließlich im Bereich der Kunst am Bau lag und hier vor allem in der Wandmalerei und der Keramik zum Ausdruck kam. Anfänglich gegenständlich im Stil der Fünfziger- und Sechziger-Jahre des 20. Jahrhunderts arbeitend, entwickelte er bald einen eigenständigen, linear-grafischen und ungegenständlichen Stil im Sinne der geometrischen Abstraktion.
Wolfgang Trust war dreimal verheiratet. Aus zwei der Ehen gingen vier Kinder hervor, die bis zu ihrer Volljährigkeit mit ihm im eigenen Haus in Berghausen lebten. In seinem letzten Lebensjahrzehnt verband ihn eine enge Freundschaft mit dem Maler und Bildhauer Herbert Wetterauer.
Wolfgang Trust starb nach kurzer schwerer Krankheit in einem Hospiz in Baden-Baden.

## Werke (Auswahl)
- Wandbilder im Außenbereich der Atelierhäuser Edelbergstraße Karlsruhe (zusammen mit Helmut Goettl; nicht mehr erhalten)
- Wandkeramik im Außenbereich des Tulla-Bades Karlsruhe (zusammen mit Erwin Spuler)
- Begehbare Brunnenanlage im Schulhof, Volksschule, Ihringen
- Brunnengestaltung im Stadtgarten Karlsruhe (zusammen mit Jürgen Klahn und Robert Müller)[1]
- Brunnengestaltung im Eingangsbereich des Tulla-Bades Karlsruhe
- Brunnenanlage, Eternit beschichtet, Innenhof, Altersheim Karlsruhe
- Fassadengestaltung des Ludwig-Marum-Gymnasiums Pfinztal, Berghausen
- Wandkeramik im Innenbereich der Carl-Engler-Schule, Karlsruhe
- Fassadengestaltung der Bienwaldhalle Wörth am Rhein
- Wandkeramik im Foyer der Sparda-Bank Baden-Württemberg, Karlsruhe
- Wandgestaltung (Orientierungssystem) im Städtischen Klinikum Karlsruhe
- Kunststoff Entlüftungsanlage Hallenbad, Grötzingen, 1974
- Innenhof Fachhochschule Pforzheim, Bewegbare Kunststoff Kugeln, Künstlicher Garten Wettbewerb, Gewinner 1974
- Brunnenanlage, Kunststoff Kugeln, Kreispflegeheim, Geisingen, Donau